# Motreff
Motreff är en kommun i departementet Finistère i regionen Bretagne i västra Frankrike. Kommunen ligger i kantonen Carhaix-Plouguer som tillhör arrondissementet Châteaulin. År 2022 hade Motreff 679 invånare.

## Befolkningsutveckling
Antalet invånare i kommunen Motreff
Referens:INSEE